# تهاجم ۱۷۰۰
تهاجم ۱۷۰۰ (ایتالیایی: Col ferro e col fuoco) یک فیلم درام و ماجراجویی ایتالیایی به کارگردانی فرناندو چرکیو است که در سال ۱۹۶۲ منتشر شد.

## بازیگران
- جین کرین
- گوردون میچل
- النا زارسکی
- آکیم تامیروف
- الئونورا وارگاس
- میلنا ووکوتیک
- پیر بریس
- جان درو بریمور
- نریو برناردی
- ناندو آنجلینی
- رائول گراسیلی